# Adeonella haywardii
Adeonella haywardii is een mosdiertjessoort uit de familie van de Adeonidae. De wetenschappelijke naam van de soort is voor het eerst geldig gepubliceerd in 2005 door Amui.